# Gerhardus Hendricus Koopman
Gerhardus Hendricus Koopman (Amsterdam, 21 oktober 1885 — Amsterdam, 15 maart 1934) was een directeur van de vooroorlogse Nederlandsche Opera en Nationale Opera, twee voorlopers van de De Nationale Opera uit 2014.
Hij was zoon van caféhouder Johannes Paulus Koopman en Johanna Bernardina Logeman. Hijzelf was getrouwd met Catharina Ava Maria de Kleijn (1906; hij was toen kelner; scheiding volgde in 1914) en Maria Rozetta Josephina Notenboom (1918, operadirecteur, scheiding 1932). Zijn rouwadvertentie is ondertekend door Th.A. Wout, zij wordt echter niet in zijn verklaring van overlijden genoemd. Haar persoonskaart van de Gemeente Amsterdam meldt beroepen als verpleeghoofd en maatschappelijk werkster, maar ook geen relatie met Koopman.
Koopman was niet afkomstig uit de muziek; hij was zakenman en/of fabrikant, meest als initiatiefnemer. Hij stichtte in 1916 een Nederlandsche Opera met artistiek leiders Henri Engelen en Chris de Vos. Dit bedrijf zou de opvolger moeten worden van het ter ziele gegane Lyrisch Tooneel van Cornelis van der Linden. Bij die oprichting was men van plan in het seizoen 1916/1917 voorstellingen te geven in het Paleis voor Volksvlijt in Amsterdam, Rotterdam en Den Haag; slechts af en toe zou het gezelschap in de provincie optreden. Het bedrijf kende een moeilijke start, mede omdat men het een bezwaar vond dat een niet-artistiek geschoold persoon een operabedrijf zou voeren. Drie jaar na de oprichting aan het eind van seizoen 1918-1919 nam hij alweer afscheid van het in de ogen van Het Vaderland succesvolle opera-ensemble. Een van de boosdoeners waren de toegenomen kosten vanwege de Eerste Wereldoorlog. Bij zijn afscheid was burgemeester Jan Willem Cornelis Tellegen aanwezig. De Opera dankte de heer Koopman middels een buste van de man, gemaakt door kunstenaar August Falise. Alhoewel hij vanuit de gemeente Amsterdam subsidie had genoten, haalde hij in zijn afscheidsrede de constant moeilijke financiële situatie van zijn bedrijf aan. 
Desalniettemin ging hij verder; hij richtte vrijwel direct de Nationale Opera op. Het bestuur was grotendeels gewijzigd, maar hij kon gebruik maken van de Amsterdamse subsidie omdat die al toegekend was aan de Nederlandsche Opera. Probleem was dat de Nationale Opera niet in Amsterdam gevestigd was maar in Den Haag en niet zo vaak meer in Amsterdam zou optreden. Dat bleek een oorzaak te hebben in dat het Palies voor Volksvlijt zijn opera’s niet meer wilde tonen. De eerste voorstelling van het nieuwe gezelschap vond plaats in de Koninklijke Schouwburg aldaar. Ook deze instelling liep ondanks subsidies van Rijk, Amsterdam, Rotterdam en Den Haag niet vlot; een benoeming van een zakelijk leider, tegen wiens komst Koopman zich had gekeerd, luidde zijn vertrek en tijdelijke ondergang in. Koopman ging in Duitsland werken, maar kwam na de opheffing van zijn opera weer terug en pakte de draad weer op. Na een studiereis naar de Verenigde Staten kwam hij in 1929 met het initiatief tot stichting van "De Amsterdamsche Groote Schouwburg", eerst te bouwen in het Tweede Weteringplantsoen, later verplaatst naar het Bellevueterrein tussen Marnixstraat en Leidsekade. Het zou er door getreuzel van de gemeente nooit komen. Volgens Het Nieuws van den Dag van 17 maart 1934 vond men na zijn dood een briefje met de notitie: "Laat ze ja zeggen of neen, doch niet langer martelen".
Hij kwam ongelukkig aan zijn eind in zijn woning aan Weteringschans 28a. Hij maakte thuis een val in zijn badkamer, raakte bewusteloos en kwam niet meer bij. Hij werd “slechts” 48 jaar oud. Hij werd begraven op De Nieuwe Ooster. Zijn overlijden was landelijk nieuws.
Zijn hand reikte echter tot in de jaren zestig, meest als er teruggekeken werd op de geschiedenis van de diverse gezelschappen, bijvoorbeeld bij een tentoonstelling van kleding van de Nederlandsche Opera in het Toneelmuseum in 1961.